# Pes hyenový

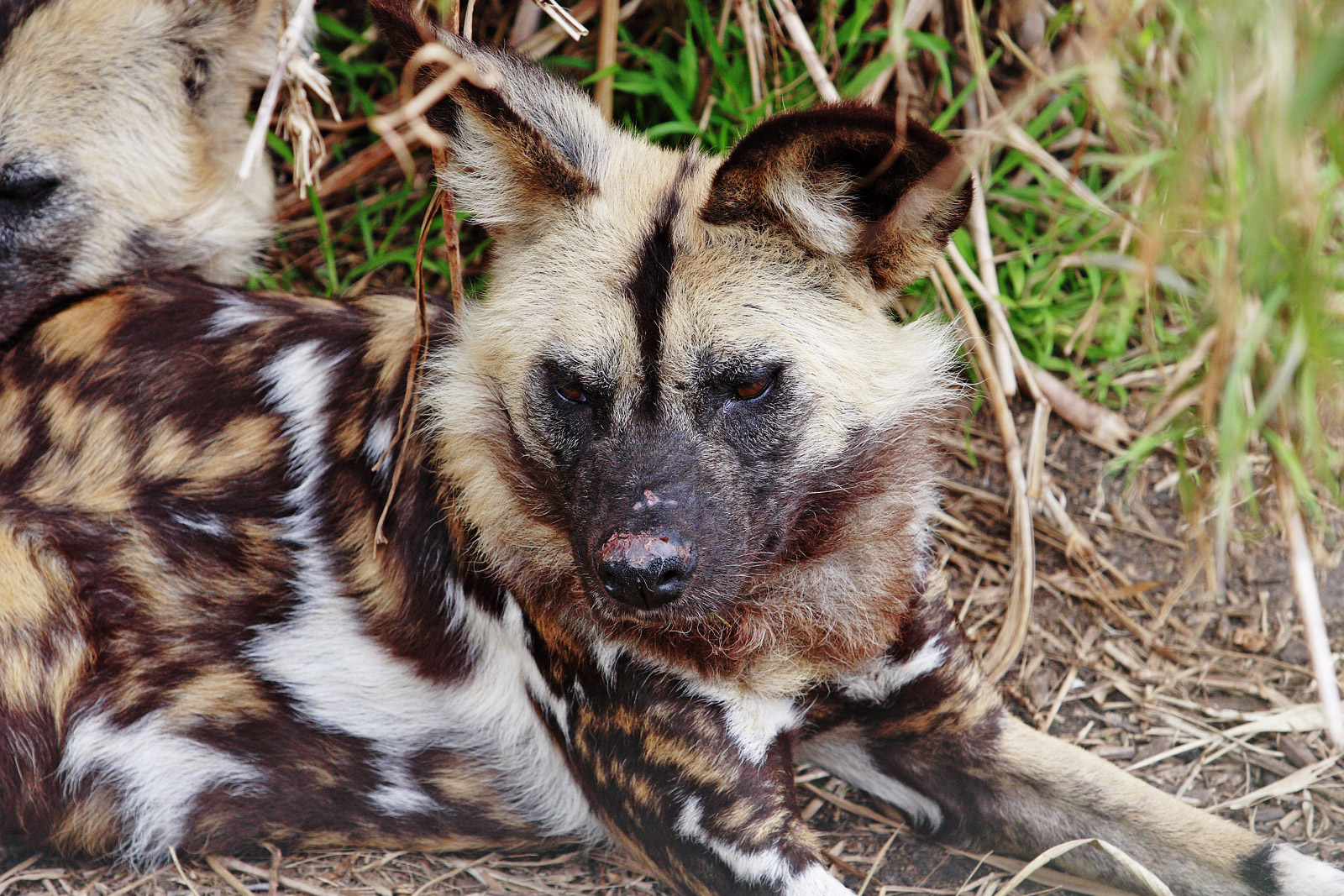
Odrostlejší mládě psa hyenovitého v zoologické zahradě Melbourne

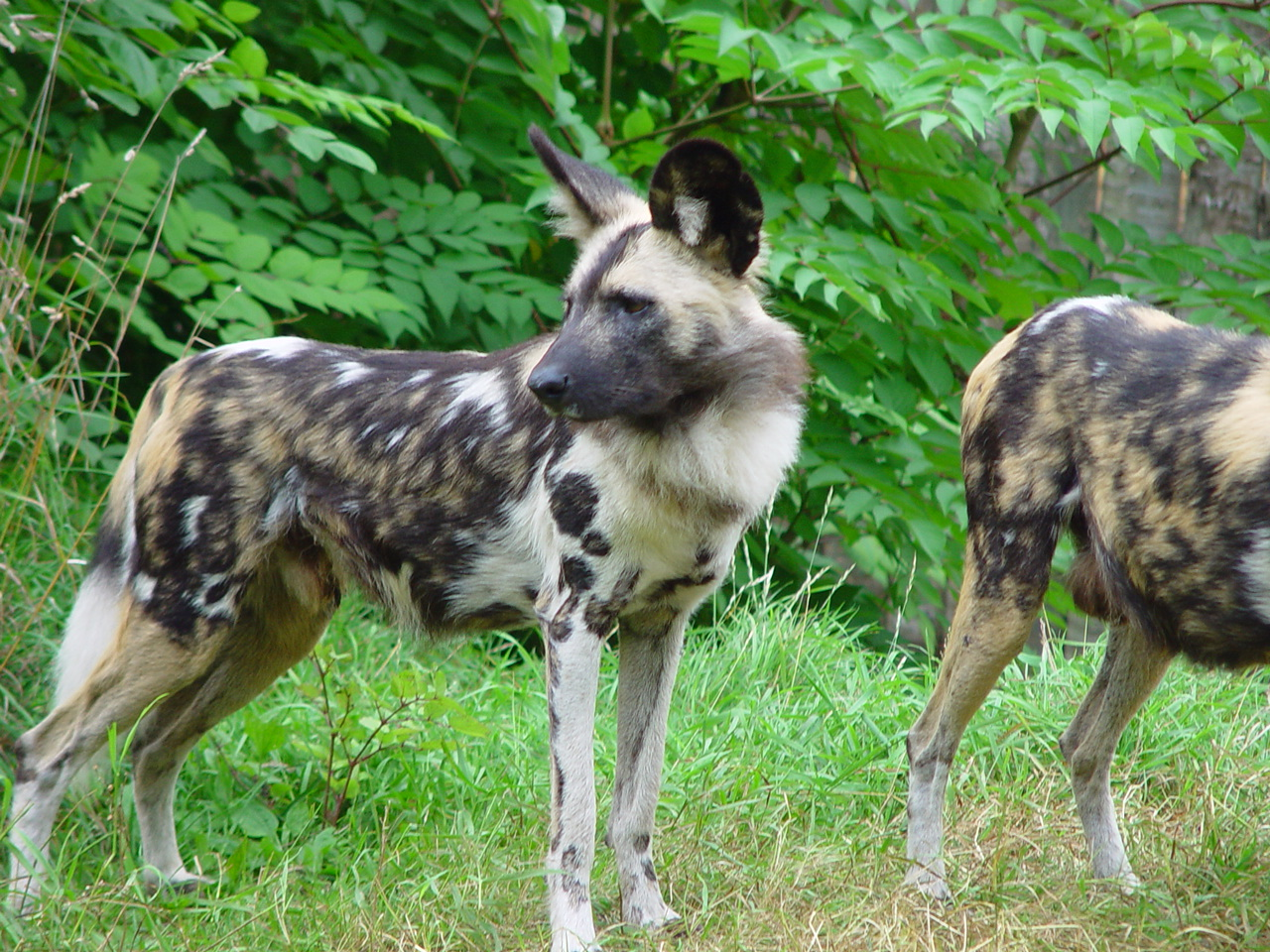
Lycaon pictus

Pes hyenový, možno také hyenovitý (Lycaon pictus) je nápadně zbarvená psovitá šelma, obývající větší část subsaharské Afriky. Žije ve smečkách majících složitou hierarchii. Jsou to velmi úspěšní lovci, schopní ve smečce ulovit několikanásobně větší kořist, než jsou sami. Celková populace je poměrně malá a Mezinárodním svazem ochrany přírody je druh hodnocen jako ohrožený.

## Rozšíření
Pes hyenovitý je rozšířen roztroušeně po celé východní a Jižní Africe. Jeho přirozeným biotopem jsou savany a polopouště, ale také hory až do výšky 3000 m n. m. Byli nicméně pozorování i na vrcholu Kilimandžára.

## Popis
Pes hyenovitý je nápadně zbarvená šelma s černým, hnědým, bílým a žlutým zbarvením srsti. Má dlouhé nohy, poměrně malou hlavu, štíhlé tělo a krátký a velice masivní čenich a tlamu. Na všech nohou má jen čtyři prsty, což je mezi psovitými šelmami poměrně neobvyklé. Tělo je 80–110 cm dlouhé, ocas je 30–40 cm dlouhý a hmotnost se pohybuje od 17 do 36 kg.

## Chování
Stejně jako mnozí ostatní psovití je i pes hyenový vysoce společenské zvíře, které žije ve smečkách tvořených několika až několika desítkami jedinců, z nichž se však zpravidla rozmnožuje pouze jeden dominantní pár. Ve smečkách se členové dorozumívají pomocí různých postojů, jako je olizování tlamy výše postaveným jedincům těmi podřízenými, ale také hlasových projevů. Zvláště komplikované a důležité jsou zdravící rituály, které se odehrávají před začátkem lovu a slouží k upevnění sociálních rolí ve smečce. Psi hyenoví jsou toulaví a při hledání kořisti urazí značné vzdálenosti; pouze v době, kdy jsou mláďata ještě malá, zůstávají delší dobu na jednom místě v blízkosti nor. Po většinu dne psi hyenovití odpočívají ve stínu a čistí si srst podobně jako kočky. Na lov se vydávají hlavně brzo ráno a večer nebo za měsíčných nocí.

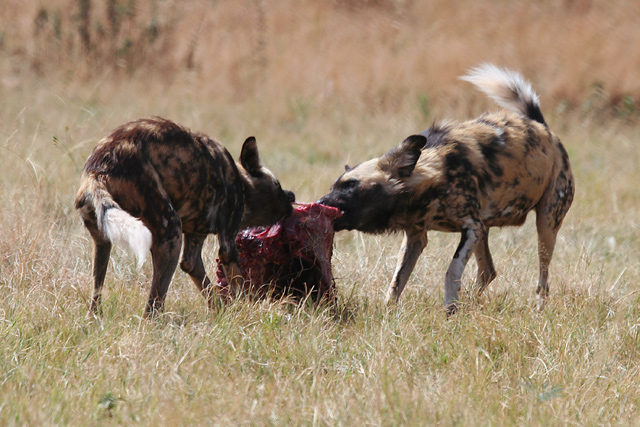
Psi hyenovití u kořisti

### Potrava a její lov
Pes hyenovitý je jediná psovitá šelma, která je výhradně masožravá. Po setmění, když se odbydou zdravící rituály, vyráží smečka pátrat po kořisti. Živí se především velkými africkými kopytníky. Mohou jí být gazely, impaly, pakoně, buvolci, prasata bradavičnatá i zebry. Jakmile psi spatří stádo, chvíli je zvolna následují, vybírají si vhodnou oběť a pak zahájí honičku. Mohou se od začátku soustředit jen na jednu oběť nebo sledovat více zvířat, z nichž si vyberou obvykle to nejslabší nebo nejpomalejší. Při vlastním lovu se však smečka, zřejmě na základě hlasových signálů, "domluví" a společně zaměří na jedno zvíře. Když zvíře dostihnou, snaží se do něj zakousnout. Menší kořist (gazela, impala) uchopí za krk a strhnou, větším (zebra, pakůň) se zakusují do zadních končetin a ocasu, aby je zastavili. Buďto se pokusí zvíře povalit, nebo mu ještě ve stoje roztrhnou břicho a hrdlo. Přitom jeden ze psů často drží kořist (hlavně zebru) za čenich, aby se nemohla bránit. Jakmile psi rozsápou břicho, na kořist se navalí celá smečka a všichni psi hned začnou žrát, často dříve, než je kořist zcela mrtvá. Na úlovku si pochutnávají všichni bez vzájemné nevraživosti. Ve chvíli, když je zvíře mrtvé, dospělí psi uvolní místo pro mláďata, aby se nasytila nejdřív. Opozdilcům často nasycení psi maso vyvrhnou. Někteří členové smečky se vrátí do pelechu a vyvrhnou potravu dospělým, kteří hlídali malá mláďata. Díky dokonalé souhře a velmi složité taktice dokáží psi hyenoví s úspěchem ulovit kořist i mnohem větší, než jsou sami, jako například zebru nebo dokonce buvola.

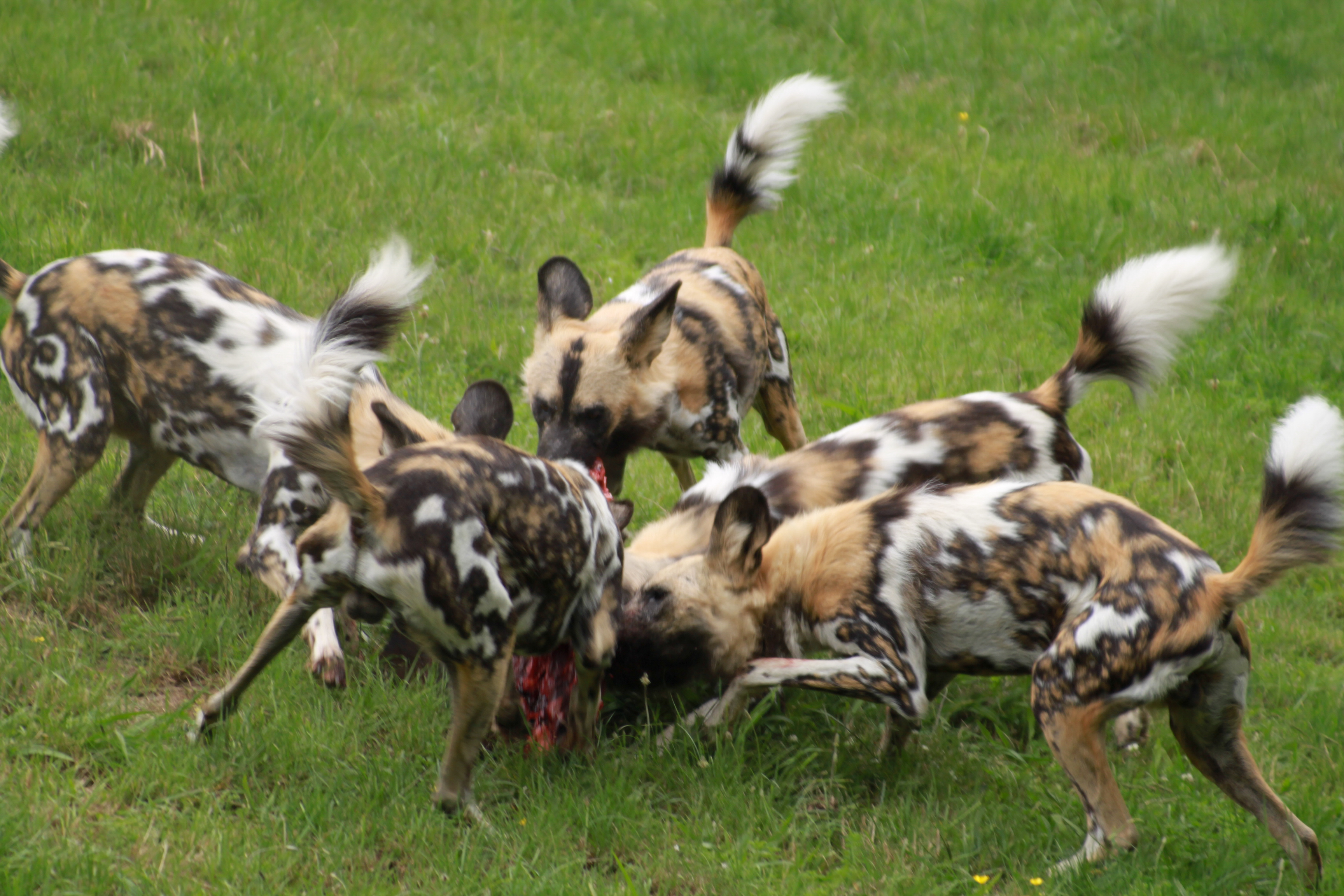
Smečka u kořisti

### Rozmnožování
Psi hyenoví mají velmi početné vrhy. Samice rodí obvykle 10 až 11 mláďat (výjimečně až 21), doba březosti je 69 až 73 dny. Mláďata se skrývají v noře opuštěné například hrabáčem nebo prasetem bradavičnatým. Mláďata po narození nevidí, ale ve dvou týdnech se jim otevřou oči a brzy se vydávají ven z nory. Sají asi 3 měsíce a již od 2 týdnů se přikrmují natrávenou potravou, kterou jim členové smečky vyvrhnou. O mláďata se stará celá smečka a dokrmí i mláďata, která přišla o matku. V 6 měsících se mladí psi začínají učit lovu a doprovázejí smečku.

### Výkony
Psi hyenovití jsou skvělí běžci. Dokáží vyvinout rychlost okolo 65 km/h (některé zdroje udávají i přes 70 km/h), což je řadí na špičku mezi psovitými šelmami (spolu s chrty, vlky, liškami šedými a kojoty). Touto nebo mírně nižší rychlostí jsou schopni běžet i několik kilometrů (udává se 3–5). Smečka navíc při honičce vzorně spolupracuje, psi si dokážou kořist vzájemně nahánět a střídat se ve vedení. Není proto divu, že úspěšnost jejich lovu dosahuje až okolo 80 %, čímž se řadí mezi nejúspěšnější šelmy světa.

## Ohrožení
Pro člověka, který lov pozoruje, působí trhání ještě živé kořisti velmi drasticky. Proto měl pes hyenový pověst kruté a nebezpečné šelmy, která nebyla dlouhou dobu vůbec chráněna. V současné době je pes hyenový v celé Africe přísně chráněn, jako druh ohrožený vyhubením. Kromě lovu ho ohrožuje zejména nákaza psinky, šířená toulavými domácími psy, další infekční choroby a fragmentace životního prostředí. Odhaduje se, že v současné době (2012) žije ve volné přírodě asi 6 600 psů, přičemž jen 1 400 jsou plně dospělí jedinci.

## Chov v českých zoo
Psi hyenovití jsou v Česku chováni pouze v ZOO Dvůr Králové. Od srpna 2019 také v ZOO Dvorec. Jejich první odchov na českém území se však podařil v roce 1957 v Zoo Praha.

## Galerie

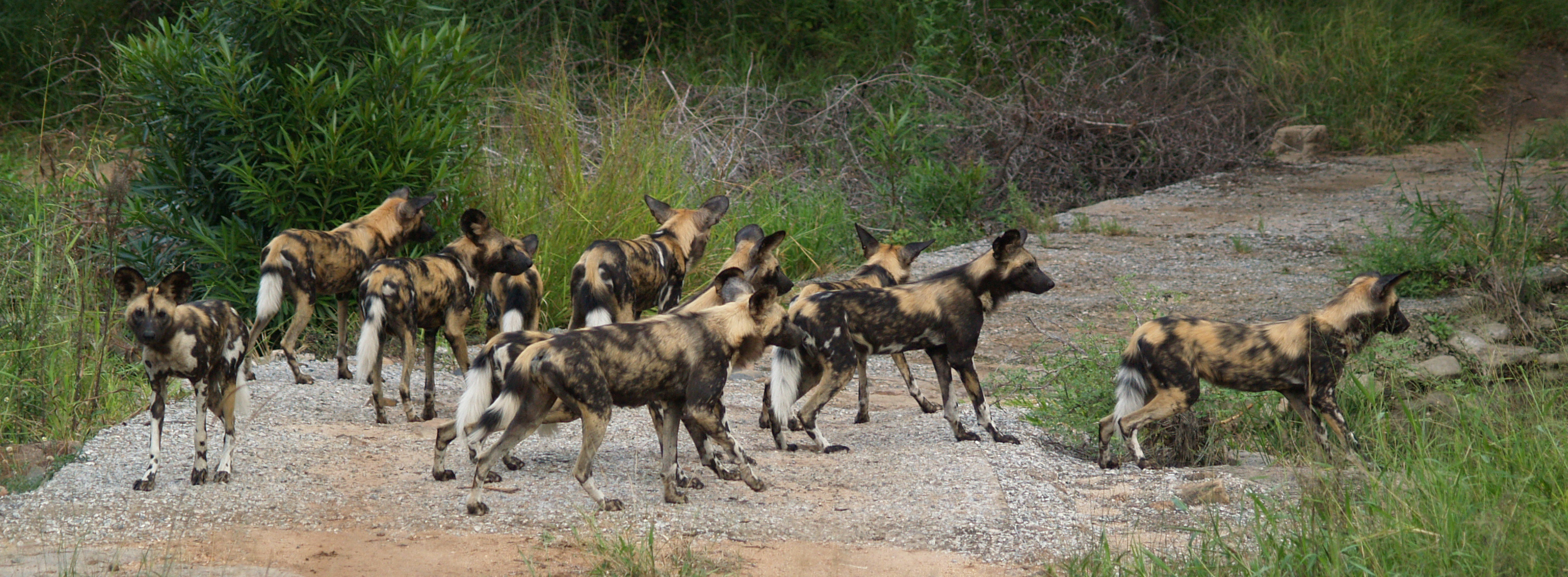
smečka v Krugerově národním parku
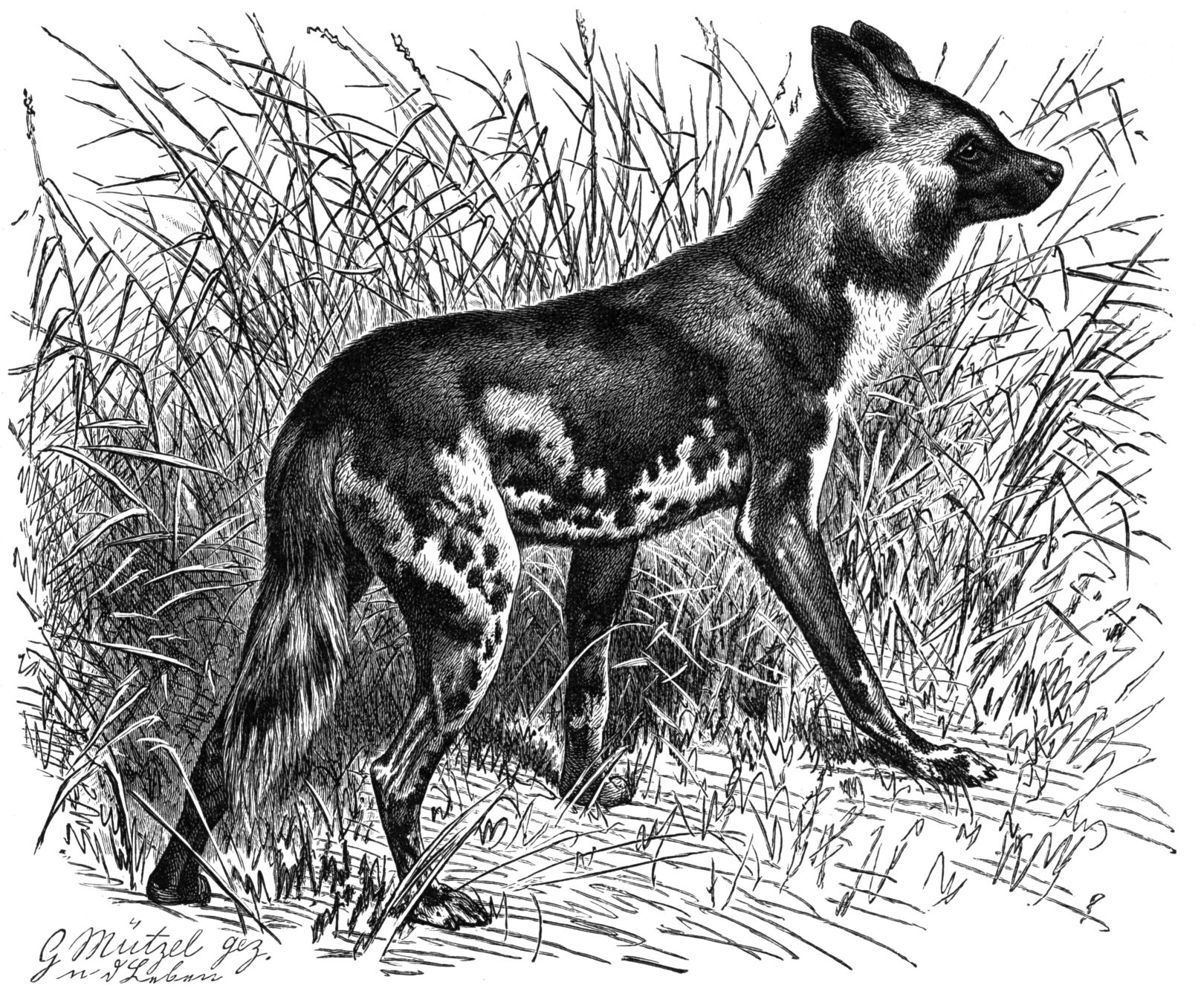
Kresba perem
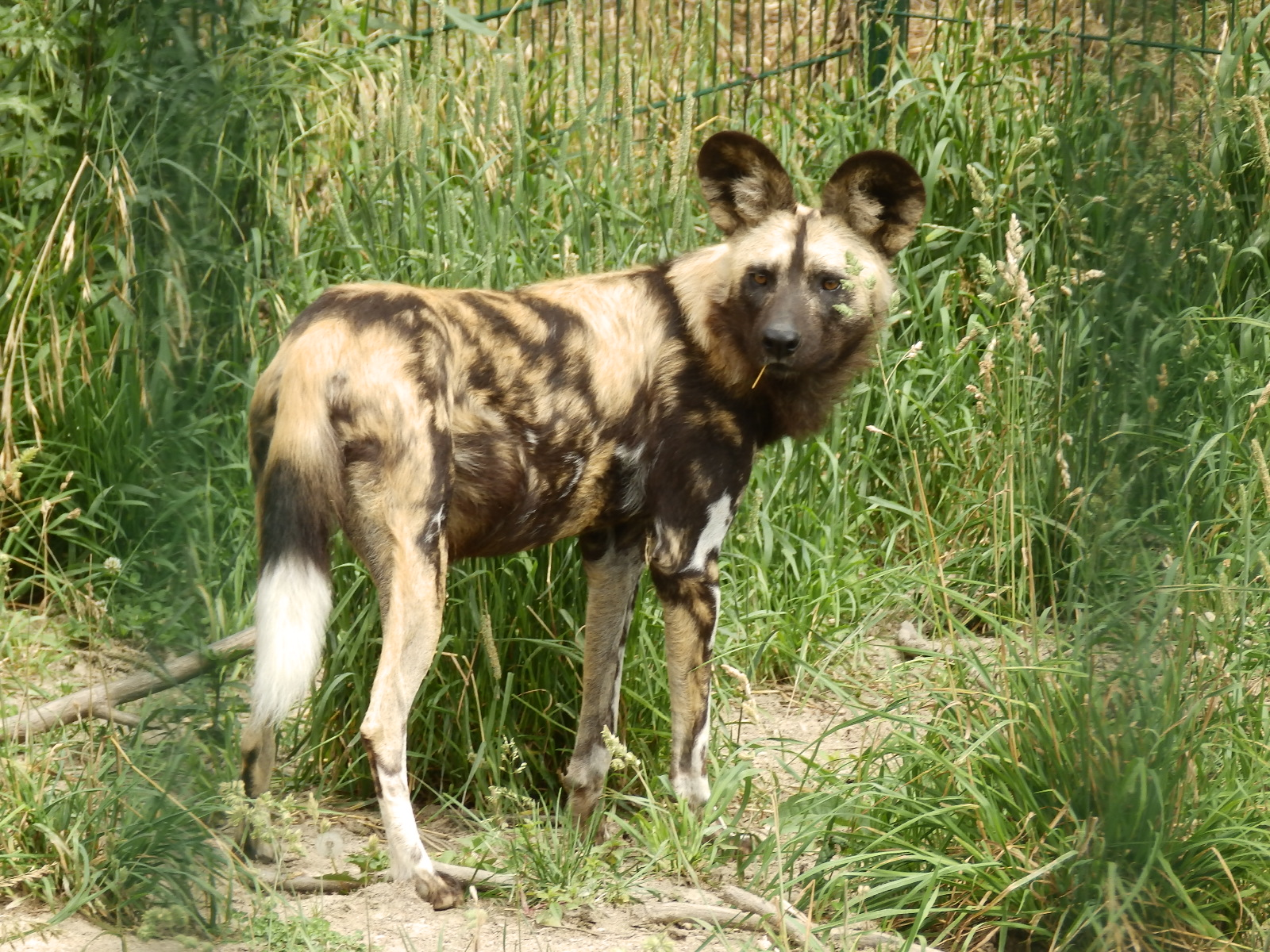
pes hyenový v zoo Dvorec
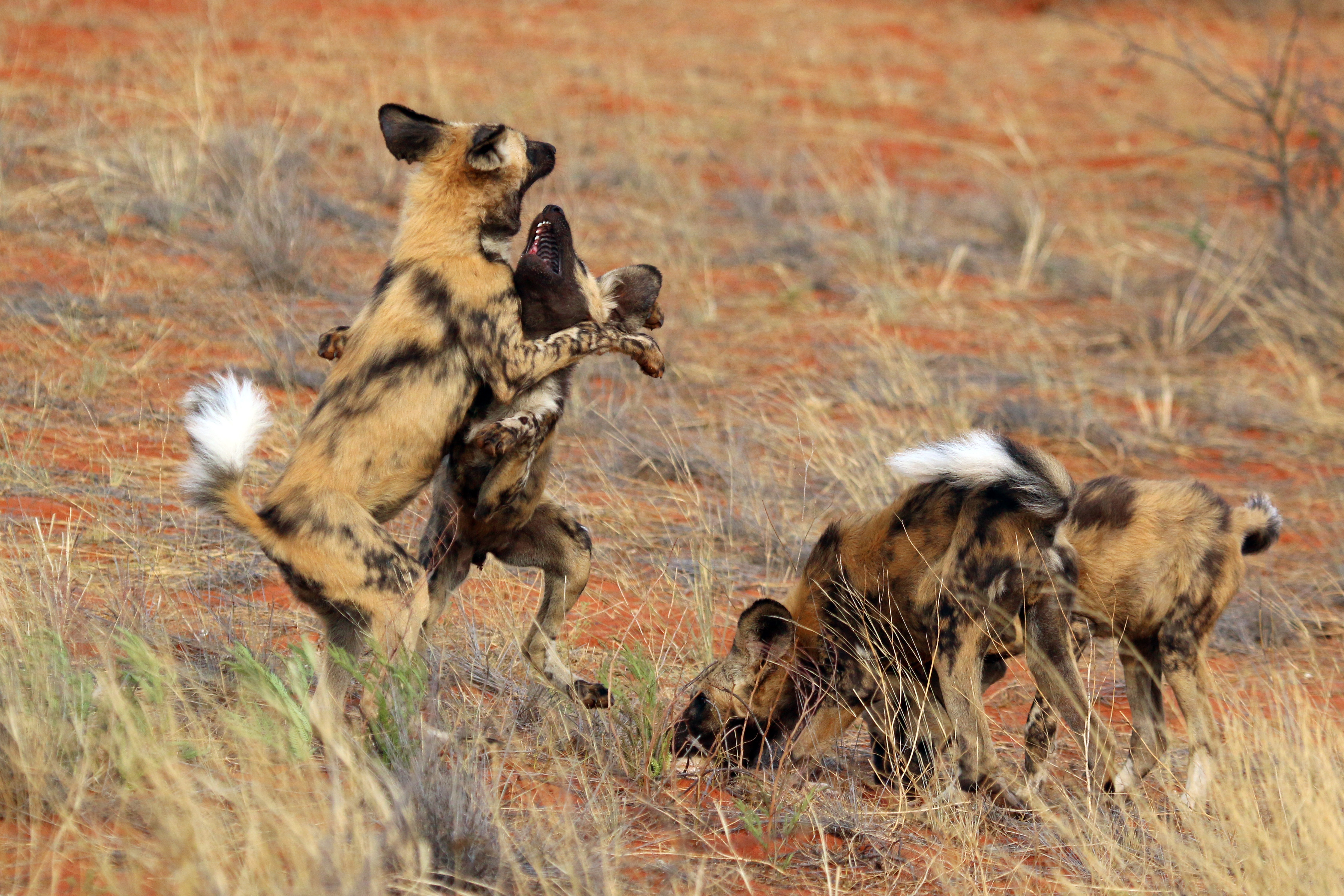
bojová hra
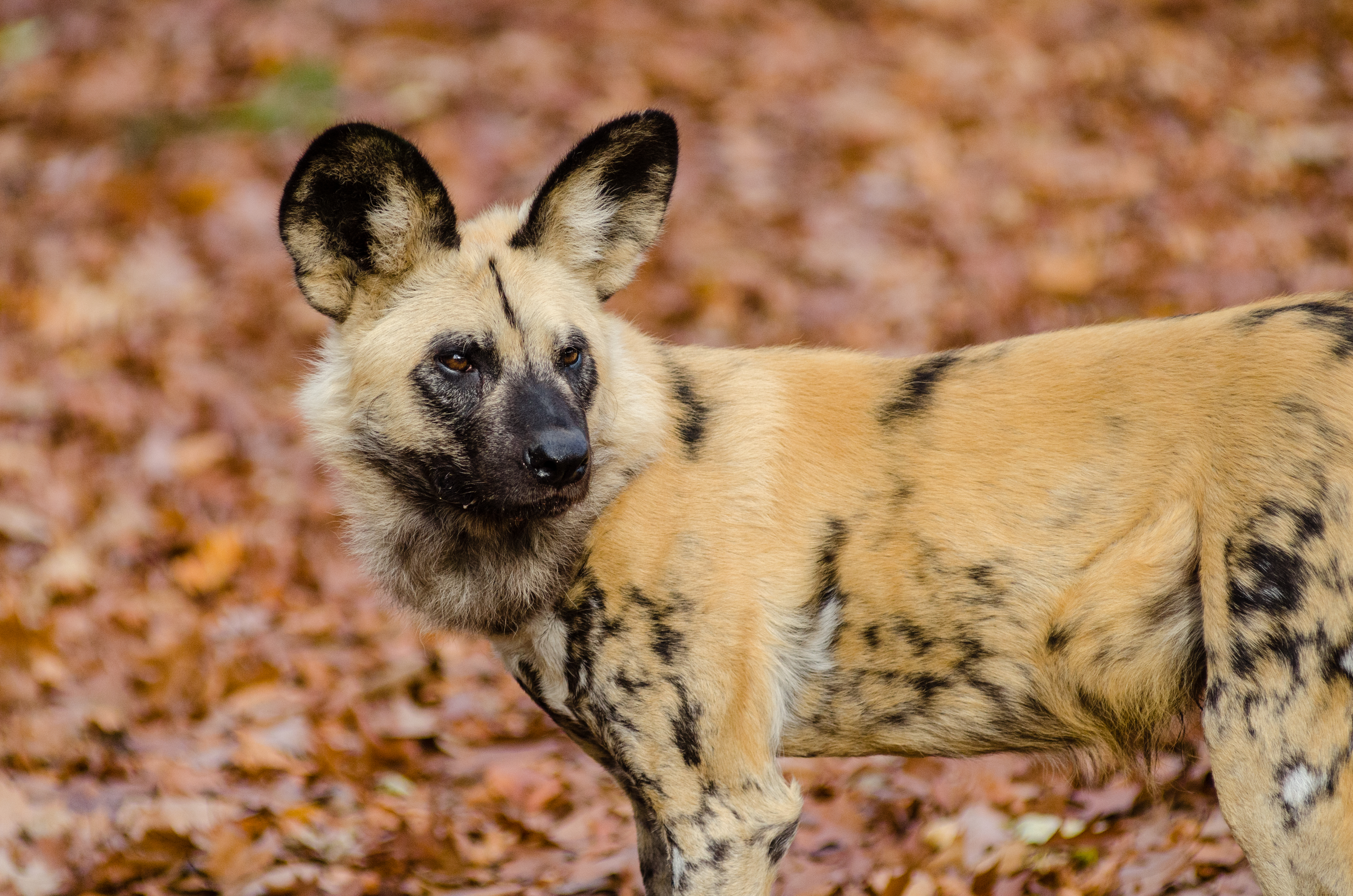
světle zbarvený jedinec

#### Video
- Predator BattleGround (Part1)
- Turisty nafilmovaný lov impaly, výrazně ovlivněný jejich autem